# مصمودينة
المصمودينة (والتي تعني حرفياً "عملة المصمودة") أو الدينار الموحدي الصغير هي عملة ذهبية تم سكها في عهد الإمبراطورية الموحدية في المغرب العربي وشبه الجزيرة الإيبيرية. وكانت أهم قطعة عند الموحدين.
بقيمة نصف دبلون ووزن 2,3 غ، سُميت المصمودينة نسبة إلى قبيلة المصمودة أصل الموحدين. وانتشرت بسرعة في معظم أنحاء شبه الجزيرة. كانت المصمودينات المصنوعة في كاتالونيا، بإيعاز من خايمي الأول ملك أراغون، تسمى بالمصمودينات المزيفة.
كما تمت ملاحظة استخدامات خارج شبه الجزيرة الأيبيرية، كما هو الحال في معاملة مسجلة في عام 1204 في سجل دير القديس فيكتور في مرسيليا [الإنجليزية]: «Et recepimus nomine accapiti a vobis unam Masmodinam auri novam.»
كانت المصمودينة هي العملة الأكثر سكًا من قبل الموحدين.